# ديوك بريت
ديوك بريت (بالإنجليزية: Duke Brett)‏ هو لاعب كرة قاعدة أمريكي، ولد في 23 مايو 1900 في لاورنسفيل في الولايات المتحدة، وتوفي في 25 نوفمبر 1974 في سانت بيترسبرغ في الولايات المتحدة.

## وصلات خارجية
- ديوك بريت على موقعبيزبول رفرنس.كوم (الدوري الرئيسي) (الإنجليزية)
- ديوك بريت على موقعبيزبول رفرنس.كوم (الدوري الثانوي) (الإنجليزية)